# Starce
Pour l’article homonyme, voir Starče.
Starce est une localité polonaise de la gmina de Brąszewice, située dans le powiat de Sieradz en voïvodie de Łódź.